# Cangrejo
Cangrejo és un llargmetratge del director veneçolà Román Chalbaud. Està basat en el llibre Cuatro crímenes, cuatro poderes de Fermín Mármol León n narra la desaparició del nen de tretze anys Carlos Vicente Vegas Pérez, fill d'un conegut arquitecte, el 22 de febrer de 1973 i que la premsa va batejar com el Cas Vegas Pérez. El cos sense vida del nen va aparèixer vuit dies després, l'1 de març de 1973.
Els films Cangrejo I, de 1982, i Cangrejo II, de 1986, s'enfoquen en la corrupció policial. Aquests dos llargmetratges, segons el parer del publicista i crític Alfonso Molina, formen part de la narrativa policial veneçolana.

## Argument
El comissari León (Miguel Ángel Landa) de la Policia Tècnica Judicial és assignat a la recerca del segrest d'un nen de la classe alta de Caracas. Els detalls del segrest criden l'atenció ja que no hi ha proves de violència en la llar del nen, ni testimonis del segrest. Basat en això, León assumeix que els segrestadors podrien conèixer al nen i decideix sospitar d'algunes persones pertanyents a famílies adinerades de Caracas.

## Repartiment
- Miguel Ángel Landa... Comissari León Martinez
- Amèrica Alonso... Sra. Ismenia Valenzuela De Valderrama
- Carlos Márquez... Don Cessar Valderrama
- Domingo del Castell... Inspector Beltran
- Rafael Briceño ... Jutge Saldivar
- Yanis Chimaras... Nicolas Arnadas
- Guillermo Dávila... José María "Coco" Benavides
- William Moreno ... Eliseo Corona
- Javier Vidal...Bernabe Suárez, "Rei del Acido"
- Franklin Vírgüez... Angel Manuel "Flaco" Lezama
- Henry Zakka... Rafael Valderrama Valenzuela
- Julio Alcázar... Comissari de Policia
- Aroldo Betancourt... Cirilo
- Arturo Calderón ... Advocat
- Alberto Marín ...Doctor Valenzuela
- Jean Carlo Simancas... Pare Millan
- Esther Orjuela... Esposa del comissari León Martinez.
- Orlando Urdaneta... Veu del Segrestador.
- Juan Vene...Narrador.
- Patricia Tóffoli. Núvia del Rei de l'Àcid.
- Tania Sarabia...Amiga de Nicolas Arnada.
- Miguel Alcantara...Extra
- Paul Guillman... Cantant del Grup Arkangel.
- Giorgio Picozzi..Bateria del Grup Arkangel.
- Giancarlo Picozzi... 2a Guitarra del Grup Arkangel
- Freddy Marshall... 1a Guitarra del Grup Arkangel.
- Breno Diaz... Baixista del Grup Arkangel.
- Alfredo Escalante...Locutor, Periodista, Fotògraf.

## Recepció
Va participar en la selecció oficial del Festival Internacional de Cinema de Sant Sebastià 1982.